# Фрајлинген (Вестервалд)
Фрајлинген (њем. Freilingen) општина је у њемачкој савезној држави Рајна-Палатинат. Једно је од 192 општинска средишта округа Вестервалд. Према процјени из 2010. у општини је живјело 692 становника. Посједује регионалну шифру (AGS) 7143018.

## Географски и демографски подаци
Фрајлинген се налази у савезној држави Рајна-Палатинат у округу Вестервалд. Општина се налази на надморској висини од 385 метара. Површина општине износи 3,7 km². У самом мјесту је, према процјени из 2010. године, живјело 692 становника. Просјечна густина становништва износи 188 становника/km².